# Perley Island, Nunavut (Queen Elizabeth Islands)
Perley Island är en ö i Kanada.   Den ligger i territoriet Nunavut, i den norra delen av landet, 4 000 km norr om huvudstaden Ottawa. Arean är 2,1 kvadratkilometer.
Terrängen på Perley Island är mycket platt. Öns högsta punkt är 12 meter över havet. Den sträcker sig 1,9 kilometer i nord-sydlig riktning, och 1,7 kilometer i öst-västlig riktning.